# ZKKM Chrzanów
Związek Komunalny „Komunikacja Międzygminna” Chrzanów – związek międzygminny istniejący od 1991 roku i zrzeszający gminy powiatu chrzanowskiego: Chrzanów, Libiąż i Trzebinia (do 1999 roku także Jaworzno).
Zadaniem ZKKM Chrzanów jest organizacja kursów komunikacji miejskiej:
- na terenie trzech gmin należących do związku
- na terenie gminy sąsiadującej Chełmek
- na terenie gminy sąsiadującej Babice (obecnie przebiegają przez teren gminy 3 linie – 8, 38 i B, a do końca 2011 roku kursowało więcej linii).

Do końca lipca 2011 roku organizował ponadto kursy na ponadlokalnej trasie do Krakowa (linia „K”), przebiegającej także przez gminy Krzeszowice i Zabierzów.
Usługi ZKKM Chrzanów realizuje wielu przewoźników, głównie Transgór Mysłowice (zakład w Trzebini), a także Meteor Jaworzno i Elbud Jaworzno.